# روبيانيات الديك
روبيانيات الديك (الاسم العلمي: Hippolytidae)، فصيلة من الروبيان المُنظف ورتبة عشاريات الأرجل.